# Thierry Gelhaye
 (juin 2021).
Thierry Gelhaye, né le 12 février 1972 est un journaliste français.

## Biographie
Il a commencé sa carrière très jeune. Adolescent, dès l'âge de 14 ans, il intervient sur les ondes d'une petite radio locale à Pont-Saint-Vincent pour présenter ses premiers flashs info avant d'être appelé par la radio Europe 2 Lorraine à Nancy. Très vite l'opportunité de ce réseau l'amène à réaliser ses premiers reportages pour Europe 1 assurant ponctuellement les correspondances pour la région Lorraine.   
En 1996 et après un cursus au CFPJ de Montpellier, il obtient sa carte de presse et rejoint le groupe NRJ à Paris pour présenter les infos nationales sur l'antenne de Nostalgie. 
En 1998 il se tourne vers la télévision. Premiers pas à France 3 Metz puis France 3 Lorraine. En parallèle, il travaille également comme journaliste reporter pour les journaux de TF1 et LCI. En 2000 il est appelé par France 3 pour rejoindre l'équipe du 12/14 et présenter une chronique hebdomadaire dédiée à l'internet et aux nouvelles technologies. En 2004, il décroche la présentation de cette édition en duo avec la journaliste Véronique Buson avant de partir en solo sur le 19/20 Lorraine.
Dans le même temps, il cultive sa passion pour les nouvelles technologies et l'internet en proposant des émissions dédiées. Ainsi apparaît en 2005 sur les écrans de France 3 Lorraine et Champagne Ardenne « Heureux qui Communique ». Une émission consacrée aux Sciences et aux NTIC. En 2010 il est jury du festival du film de chercheur de Nancy.
En 2011, l'émission « Heureux qui Communique » disparaît pour laisser place à « C à Savoir », un nouveau concept qu'il propose pour présenter et vulgariser les technologies du quotidien. Un magazine diffusé dès septembre 2011 sur les antennes du Pôle Nord Est de France 3.
Le 1er octobre 2020 il est nommé au poste de rédacteur en chef adjoint à la rédaction de France 3 Lorraine.